# Vincent Peillon
Vincent Peillon (Suresnes, 7 de juliol de 1960 à Suresnes) és un polític socialista i professor de filosofia francès.

## Biografia
Ha sigut diputat a l'Assemblea Nacional francesa pel departament del Somme i és diputat europeu i membre de la direcció del Partit Socialista francès (PS). Entre el 16 de maig de 2012 i el 31 de març de 2014 va ser Ministre de l'Educació Nacional al primer i segon govern de Jean-Marc Ayrault.